# حلم اليقظة

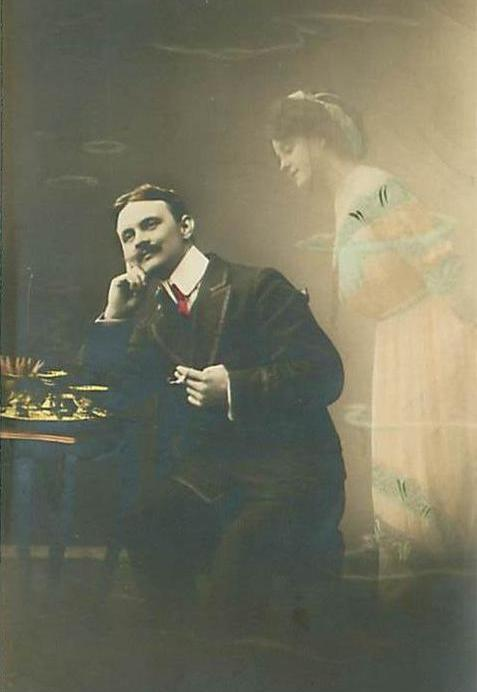
رجل حالم؛ من بطاقة بريدية أصلية صدرت عام 1912 في ألمانيا.

حلم اليقظة (بالإنجليزية: Day Dream)‏ هو إعمال الذهن في تحقيق الرغبات، بما يحقق إشباعاً على مستوى الخيال. إذ يلجأ الأشخاص إلى خيالهم، ويشردوا فيه، كي يحققوا إشباعاً لا يستطيعون تحقيقه في الواقع. وأحلام اليقظة هي أحد أهم ما يتميز به الشباب من ظواهر نفسية.
وعادة، يمارس جميع الناس أحلام اليقظة، ولكن من دون إغراق فيها. أمّا من يغرقون في أحلام اليقظة، فإنهم يشكون من كثرة السرحان، وعدم تذكر الأشياء، والبطء في إنهاء المهام التي يريدون إنجازها. فمثلاً، يشكو الطالب الجامعي، أنه لا يستطيع التركيز أثناء المحاضرات، على الرغم من حضورها بانتظام، وعلى الرغم من محاولته الإنصات والانتباه للمحاضر. كما أنه عندما يجلس إلى كتابه، ليذاكر، فإنه يبدأ بقراءة وفهم بضعة سطور، ثم ينتبه فيجد الوقت وقد مر عليه طويلاً، من دون أن يقرأ غير هذه السطور القليلة. فيتساءل، بينه وبين نفسه، أين كان؟ وماذا شغله خلال هذه الساعات؟ حيث كانت عيناه على سطور الكتاب، بينما عقله في عالم آخر.
إنه عالم الخيال الذي شرد إليه، فيلوم نفسه وخياله، ويحاول العودة إلى مذاكرته، وتنجح المحاولة ولكن لدقائق معدودة لا يلبث بعدها أن يعود إلى أحلام اليقظة من جديد. وتتكرر المحاولة للإنجاز، ويتكرر السرحان في حلم اليقظة من جديد.
هذه هي الشكوى غالبًا، ولا شك ان الإنسان المصاب بحلم اليقظة يجب ان يتخلص علي الفور ان زاد عن حده أو أدى ذلك الي تعطل بعض امور حياته، إن الإنسان المصاب بحلم اليقظة لا يستطيع ان يتقدم في حياته فقد يلقي اللوم على اشخاص اخرين لا ذنب لهم ولكن فقط ليرضي نفسه، فيخلق لنفسه عالم افتراضي يعيش فيه ويحقق اماله واهدافه من خلاله ولكن ذلك في عقله الباطن فقط وفي عالمه الذي صنعه لنفسه لا في الحياة الواقعية.
أحلام اليقظة هي عبارة عن استجابات بديلة للاستجابات الواقعية فإذا لم يجد الفرد وسيلة لإشباع دوافعه في الواقع فإنه قد يحقق إشباعا جزئياً عن طريق التخيل وأحلام اليقظة وبذلك يخف القلق والتوتر المرتبط بدوافعه.
فالفقير يحلم بالثراء والفاشل قد يتخيل أنه وصل إلى قمة المجد، وبعض التخيلات تكون هي الدافع الأساسي لأن تكون عينا الشخص تنظران إلى الخيال.
و يلجأ معظم الناس إلى أحلام اليقظة أحيانًا، ولكن الأسوياء سرعان ما يعودون إلى الواقع، أما الاستغراق الشديد فيها إلى درجة استنفاد جزء كبير من الطاقة النفسية، فذلك يؤدى الإسراف فيها بشكل عصابي مرَضي، قد ينتهي إلى العجز عن التمييز بين الواقع والخيال. و طبعا عن طريق أحلام اليقظة والإصرار على تحقيقها قد يمكن للشخص الوصول لما اراد أو يمكن الاكتفاء بالتخيل فقط.

## تحولها إلى الواقع
يعتقد ان بعض هذه الأحلام قد تتحول إلى واقع تطابقا مع قانون الجذب، وقد تتحول إلى حقيقة، ولعل كثير من العلماء العباقرة بدأت عبقريتهم بنوع من أحلام اليقظة الذي صار واقعًا، وأصبح نافعًا للناس جميعًا، فمعظم المخترعين الكبار كانوا يعيشون أحلامًا يقظة موسّعة، ولكنها كانت مفيدة وهادفة.

## الأسباب التي تؤدي إلى حدوث أحلام اليقظة

### الإحباط
وهو فشل الإنسان في الوصول إلى هدف ما، المصاحب بشعور وجداني بالخيبـة والهزيمـة. وقـد يعي الإنسان هذا الشعور، وهو الإحباط على مستوى الوعي، وقد لا يعيه، وهو الإحباط على مستوى اللاوعي.
ونظراً إلى أن الشباب طاقة وتطلع وأمل وطموح، فهم أكثر الناس سعياً وراء الأهداف، وعملاً لتنفيذها، فإذا أصاب الهدف كان النجاح، وإذا لم يصبه كان الفشل والإحباط. لذلك، فالشباب أكثر الناس عرضه للإحباط، خاصة في الوقت الحالي، إذ تتعدد المتغيرات، والمغريات المادية والمعنوية، أمامهم، وجعلهم ذلك يتطلعون إلى أشياء كثيرة لا يستطيعون الوصول إليها دفعة واحدة، بقدراتهم الخاصة، قد يصلون إليها بعد وقت طويل، وهم لا يستطيعون صبراً!! فكيف يصبرون طويلاً وقد اعتادوا في حياتهم سرعة الإنجاز!! ألا يديرون قرصاً في جهاز سحري يصلهم بأبعد المناطق يسمى التليفون (الهاتف)؟! ألا يديرون مفتاحاً سحرياً لجهاز ينقل لهم ما يجري في كافة أنحاء المعمورة عبر أقمار صناعية، يسمى التليفزيون؟! وجهاز آخر يقلب لهم صفحات الكتب وينقلها إليهم من المكتبات التي تقع في النصف الآخر من الكرة الأرضية يسمى الكومبيوتر؟! بل ويصلهم بالعالم كله وينقل الأحداث. بل ويشركهم فيها من خلال الإنترنت.
من هنا كان إحباط الشباب، فله طموحات تتطلب وقتاً طويلاً وهو متعجل متحمس، فتصطدم هذه بتلك (العجلة والسرعة ببطء الإنجاز الشخصي) ويحدث الإحباط. ويكون الحل في أحلام اليقظة، يحقق خلالها ما فشل فيه واقعياً.

### عدم الثقة بالنفس
يوجد بعض الشباب الذين لا يثقون بأنفسهم وقدراتهم، وقد يكون لذلك أساس موضوعي لدى القلة القليلة منهم، بينما لدى أغلبهم ليس له ما يبرره، غير أنه وُرِّث إليهم من أباءٍ قساة كثيرو الانتقاد (لا يعجبهم العجب)، أو هو مجرد عدوان تجاه النفس، فيحط الشاب من ثقته بنفسه، وتكون صورته، عن نفسه، مطابقة لذلك، فيلجأ إلى تعويض هذا الشعور بالنقص، على مستوى الخيال، فيغرق في أحلام اليقظة.

### عدم القدرة على التكيف
كثيراً ما يتصادم الشباب بمن يكبرونهم سناً، سواء في البيت، من الآباء والأمهات، أو في معاهد العلـم، مـن الأساتـذة والقائمين على تعليمهـم، أو في أماكن العمل. ويثور الشباب بأن الكبار لا يفهمونهم، ويرد الكبار بأن هؤلاء الشباب متمردون ثائرون، ويحتدم الصراع في نفس الشاب، ونظراً إلى أنه الطرف الأضعف، في هذا الموقف، إذ يملك الكبار مقاليد الأمور؛ فهو صاحب الشكوى، وهو غير قادر على التكيف، وسيحل ذلك في أحلام اليقظة، إذ يحلم بيوم تؤول فيه السلطة إليه، ويصلح بها ما فسد من الكون (من وجهة نظره).

## النتائج المترتبة على الإغراق في أحلام اليقظة
إن الإغراق في أحلام اليقظة، يعطي الشاب شعور بالرضا عن نفسه، ويجعله يعوض الواقع بالخيال، فيكون كالمدمن (بالإنجليزية: Addict)‏ سواء بسواء، فالمدمن يلجأ إلى مادة مخدرة ملموسة يتعاطاها للهروب من الواقع، وصاحب أحلام اليقظة يمارس أحلام اليقظة هروباً من الواقع، كذلك. فكلاهما يهرب من واقع مؤلم، إلى خيال متسع، سرعان ما يعود منه إلى الواقع ليجد الواقع وقد أصبح أكثر صعوبة، وكلما تكرر الهروب وطال، كلما أصبح الواقع أكثر إيلاماً.
إن الضائع في أحلام اليقظة هو نفي لوظيفة الانتباه، وهي وظيفة عقلية معناها توجيه يقظة الشخص تجاه مثير معين، أو هي ما نطلق عليه، بوجه عام، القدرة على التركيز في شيء معين (مثير). ومن هنا، يصبح الشخص لا يعطي اهتمام بما يفعله، فلا يدركه، ولا يسجله في ذاكرته. وهذه شكوى كثير من الناس، في جميع الأعمار، أنهم ينسون كثيراً من الأحداث (أو المذاكرة). والنسيان، هنا، لأنها لم تسجل أصلاً في الذاكرة، فالتسجيل يتطلب الانتباه، وهو وظيفة تُفْقَد عندما يشرد الشخص في أحلام اليقظة.
وعندما يغرق الشخص في أحلام اليقظة، يهبط مستوى إنجازه الوظيفي أو الدراسي، ويرى نفسه وقد أصبح بطيئاً، فيتهم نفسه بالغباء، ويقل اعتباره لذاته وثقته بها، ويزداد إحباطه وتزداد أحلام يقظته، لتعويض هذا النقص الواقعي، ولكن هذا يزيد من عجزه أكثر، وتهتز ثقته بنفسه أكثر وأكثر. وهكذا، يدخل في دائرة فارغة قد تنتهي به إلى التوقف والعجز التام، إضافة إلى ما قد يصاحب ذلك من الاكتئاب، الذي قد يصل إلى الانتحار، أو معاودة الهروب، بطريق آخر، قد يكون طريق الإدمان.
وأحياناً تزداد حدة أحلام اليقظة لدى بعض المراهقين لدرجة معايشتها، كالمراهقة التي تسمع صوت الفتى الذي تحبه، على الرغم من أن ذلك غير حقيقي، وهذا خيال عقلي (بالإنجليزية: Mental Image)‏ قد يجعلها تُتّهم خطأ بالجنون، لا من مخالطيها فقط ولكن، من بعض الأخصائيين قليلي الخبرة، بمثل هذه الحالات.

## أحلام اليقظة الطبيعية والمرضية وحدود كل منها
لا شك أن كل إنسان يعيش جزءاً من حياته اليومية في تخطيط لِما سوف يصنعه في يومه أو غده، ولكن ذلك لا يستغرقه بدرجة يتعطل معها إنجازه أو يتعوق. إن الاختراعات العلمية الكثيرة التي نعيشها، الآن، كحقائق مادية ملموسة، كان أغلبها، يوماً ما، مجرد حلم يقظة في ذهن مخترعيها. ألم يكن حلم يقظة أن يسير الإنسان على سطح القمر؟ هذه هي أحلام اليقظة الطبيعية، تخيل لِما يمكن أن يكون، من دون أن تطغي على الإنجاز الوظيفي للإنسان. ومن ذلك يتضح أن أحلام اليقظة عندما تعطل أداء الشاب لوظائفه وتعزله عن الواقع فهي مرضية.

## العلاقة بين وظيفة التفكير، وأحلام اليقظة
تُعرف وظيفة التفكير (بالإنجليزية: Thinking)‏ بأنها إعمال الذهن، بحيث تتوارد الأفكار فيه من دون نطق بها. ويشترط لوظيفة التفكير السوية، أن يكون للتفكير هدف يقصده ويقصد إليه الشخص المفكر. أمّا أحلام اليقظة فلا هدف لها سوى الهروب من الواقع إلى عالم من الخيال، من دون العودة منه بشيء يفيد في تغيير الواقع.

## علاج أحلام اليقظة
يتوقف علاج أحلام اليقظة على معرفة السبب، وإزالته، والعوامل المؤدية إليها. ولقد أشرنا إلى أهم الأسباب. فالشاب المصاب بالإحباط عليه أن يعرف العوامل، التي أدّت إلى هذا الإحباط، حتى يتخلص من هذا الشعور، الذي عادة يصاحبه الاكتئاب أو بعض أعراضه. وكذلك الشاب المصاب باهتزاز ثقته بنفسه، عليه أن يسعى لتأكيد ذاته وتقويتها بالارتباط بالواقع، لا بالبعد عنه. أما الشاب غير القادر على التكيف، فلن يجديه الهروب، وعليه أن يعمل في صبر، ويتكيف ما استطاع من دون أن يفقد ذاتيته، حتى تكتمل رؤيته للأمور التي هي لا بدّ صائرة إليه يوماً ما، وسيكون بيده إصلاحها إن أراد.
ولأن أحلام اليقظة تنشأ عن أسباب نفسية بحتة، فالعلاج نفسي بحت، يهدف إلى اكتشاف الأسباب، ومساعدة الشاب على تجاوزها، هذا إذا لزم الأمر مساعدته بواسطة أخصائي.
(الثقة بالنفس) اساس العلاج للتخلص من أحلام اليقظة